# Castelo Gwrych

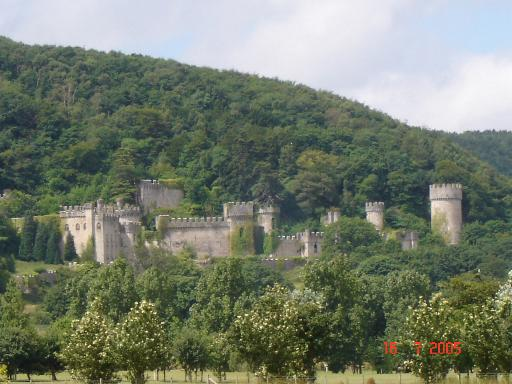
Castelo Gwrych, País de Gales.

O Castelo Gwrych (em língua inglesa Gwrych Castle) é um castelo localizado em Llanddulas, Conwy, País de Gales. 
Encontra-se classificado no grau "I" do "listed building" desde 27 de outubro de 1950.